# Gayle Lynds
Gayle Lynds is een prijswinnende schrijfster van spionage-thrillers. Ze is een van de weinige vrouwelijke bestsellerauteurs in dat genre. Haar boeken zijn uitgegeven in twintig landen. Haar man, Dennis Lynds, ook schrijver, overleed in augustus 2005. Ze woont in Californië.

## Biografie
Lynds werd geboren in Nebraska en groeide op in Iowa. Daar studeerde ze ook af in journalistiek. Ze begon haar carrière als reporter voor de krant Arizona Republic. Haar artikelen hadden soms zo'n invloed dat ze enkele malen zorgden voor wijziging van de wetgevingen in de staat. Later werkte ze als redacteur bij een geheime denktank van de Amerikaanse overheid. Waarschijnlijk lijken haar boeken daarom ook zo realistisch.

## Boeken
Haar eerste boeken waren korte verhalen die ze onder haar eigen naam schreef, maar ook onder pseudoniemen zoals G.H. Stone, Gayle Stone, Nick Carter, en Don Pendleton. Haar internationale doorbraak kwam met haar eerste boek Masquerade (Maskerade) in 1996. Dit boek werd later door het blad Publishers Weekly verkozen tot een van de tien meeste spannende spionage-thrillers ooit. In 2006 won ze met haar boek The Last Spymaster (De spionnenmeester) de prijs voor roman van het jaar van de Military Writers Society of America. Ook andere boeken werden onderscheiden.

## Robert Ludlum
Door het genre waarin ze schrijft en haar stijl wordt ze wel de vrouwelijke Ludlum genoemd. In 2001 schreef ze gebaseerd op ideeën van Ludlum de eerste van in totaal 3 boeken in de Covert One-serie. Het eerste boek daarvan, De Hades Factor, werd in 2006 verfilmd voor televisie, al viel het resultaat volgens veel critici tegen.

### MetRobert Ludlum
- De Hades factor (2000)
- De Armageddon machine (2002)
- De Altman Code (2003)